# Brahma (rasă de găini)
Brahma este o rasă de găini.

## Origini
Rasa Brahma a fost obținută prin încrucișarea raselor Cochinchina și Combatant de Malaesia.
Formarea rasei a avut loc în Asia de Sud-Est, unde acestea au fost crescute în temple, timp mai bine de 300 ani.
La mijlocului secolului al XIX-lea găinile au început să fie exportate în America și Regatul Unit, unde a fost continuată perfecționarea rasei.
Oficial rasa a fost înregistrată în SUA, în anul 1874, unde, mai bine de  jumătate de secol  a fost considerată cea mai bună rasă de carne.
În Europa era apreciat pentru calitățile sale estetice și folosite pentru decorarea curții.

## Caracteristici ale rasei
Ambele sexe au o ținută nobilă, cocoșii având coada și capul ridicate la același nivel, iar la găini ca un voal pe spate.
Picioare înalte și corp masiv.
Creastă redusă în volum, în formă de păstaie.
Cioc scurt și puternic, de culoare galbenă.
Gât puternic, de dimensiune medie, curbat frumos.
Penaj puternic pe picioare .
Au o masă corporală cuprinsă între : 3.5-5 kg la găini și 4.5-7 kg la cocoși.
Maturitatea apare după vârsta de 7 luni.
Producție anuală medie de ouă:175-200 de ouă pe an.

## Culori ale penajului
- Herminat Deschis
- Herminat Închis
- Columbia negru
- Columbia albastru
- Potârnichiu negru
- Potârnichiu albastru
- Bobat
- Izabel
- Negru
- Albastru
- Splash
- Lemon
- Somon
- Alb
- Galben
- Rogesattelt
- Roșu-Negru
- Negru-Auriu
- Barrat
- Orange
- Silver